# Florian Tessloff
Florian Tessloff (* 1978 in Hamburg) ist ein deutscher Komponist, Orchestrator und Arrangeur.

## Biografie
Florian Tessloff studierte am Hamburger Konservatorium. 1997 zog er in die Vereinigten Staaten, wo er am Berklee College of Music studierte. Anschließend zog er nach Los Angeles, wo er für Komponisten wie Mark Isham und Richard Gibbs arbeitete. Er zeigte sich für Instrumentation und zusätzliche Musik von Filmen wie K-19 – Showdown in der Tiefe und The Cooler – Alles auf Liebe verantwortlich. Seit dem Jahr 2004 lebt er wieder in Hamburg und ist als Filmkomponist aktiv.

## Filmografie (Auswahl)
- 2004: Süperseks
- 2008: Der Baader Meinhof Komplex
- 2008: Das Duo – Verkauft und verraten
- 2009: Entführt
- 2010: Boxhagener Platz
- 2010: Raju
- 2010: Tatort: Schön ist anders
- 2010: Tod in Istanbul
- 2011: Marie Brand und die letzte Fahrt
- 2011: Kein Sex ist auch keine Lösung
- 2011: Liebesjahre
- 2011: Marie Brand und der Moment des Todes
- 2011: Marie Brand und der Sündenfall
- 2011: Marie Brand und die Dame im Spiel
- 2011: Wattwanderer
- 2012: Das Ende einer Nacht
- 2012: Eine Frau verschwindet
- 2012: Marie Brand und die falsche Frau
- 2012: Marie Brand und das Lied von Tod und Liebe
- 2013–2014: Der Kommissar und das Meer (Fernsehserie, 2 Folgen)
- 2015: Blauwasserleben
- 2015: Marie Brand und das Erbe der Olga Lenau
- 2016: Böser Wolf – Ein Taunuskrimi (Zweiteiler)
- 2016: Marie Brand und die Spur der Angst
- 2016: Marie Brand und die rastlosen Seelen
- 2016: Solo für Weiss – Das verschwundene Mädchen
- 2016: Helen Dorn – Gefahr im Verzug
- 2017: Marie Brand und das ewige Wettrennen
- 2017: Die Lebenden und die Toten – Ein Taunuskrimi (Zweiteiler)
- 2017: Marie Brand und der Liebesmord
- 2017: Der Kommissar und das Kind (Fernsehfilm)
- 2017: Tian – Das Geheimnis der Schmuckstraße (Fernsehfilm)
- 2018: Tatort: Zeit der Frösche
- 2018: Solo für Weiss – Es ist nicht vorbei
- 2018: Solo für Weiss – Für immer Schweigen
- 2018: Marie Brand und der schwarze Tag
- 2018: Marie Brand und das Verhängnis der Liebe
- 2019: Marie Brand und das Spiel mit dem Glück
- 2019: Ottilie von Faber-Castell – Eine mutige Frau
- 2018: Im Wald – Ein Taunuskrimi
- 2019: Get Lucky – Sex verändert alles
- 2019: Danowski – Blutapfel
- 2020: Marie Brand und die falschen Freunde
- 2020: Der Kommissar und die Wut (Fernsehfilm)
- 2020: Ostfriesengrab
- 2020: Solo für Weiss – Schlaflos
- 2020: Im Feuer
- 2021: Solo für Weiss – Das letzte Opfer
- 2021: Marie Brand und die Leichen im Keller
- 2021: Helen Dorn: Wer Gewalt sät
- 2021: Helen Dorn: Die letzte Rettung
- 2021: Ein Mädchen wird vermisst
- 2022: Wo ist meine Schwester?
- 2022: Der Kommissar und die Eifersucht
- 2022: Solo für Weiss – Todesengel
- 2023: Conti – Meine zwei Gesichter
- 2023: Norwegian Dream
- 2023: Bonn – Alte Freunde, neue Feinde
- 2024: Tatort: Was bleibt
- 2024: Der Kommissar und die Angst

## Auszeichnungen
- Deutscher Musikautorenpreis 2016